# Amasis Slikar
Amasis Slikar (živio oko 550. – 510. pr. Kr. u Ateni) bio je starogrčki slikar vaza karakterističan po stilu crnih figura. Ime mu je poznato zahvaljujći tome da se na osam svojih radova grnčarskih potpisao ("Amasis me je napravio"), pa se zato zove Amasis Slikar. Danas mu se pripisuje 90 radova.